# Championnat d'Angola de football 2006
Navigation
Saison précédente Saison suivante
La saison 2006 du Championnat d'Angola de football est la vingt-huitième édition de la première division en Angola. Les quatorze meilleures équipes du pays sont regroupées au sein d'une poule unique où elles s'affrontent deux fois, à domicile et à l'extérieur. En fin de saison, les trois derniers sont relégués et remplacés par les trois meilleurs clubs de Gira Angola, la deuxième division angolaise.
C'est le club de Primeiro de Agosto qui remporte le championnat cette saison après avoir terminé en tête du classement, avec dix points d'avance sur le Petro Atlético Luanda et douze sur l'Inter Luanda. C'est le neuvième titre de champion d'Angola de l'histoire du club, qui réussit même le doublé en s'imposant en finale de la Taça Angola face au Sport Luanda e Benfica.
Le vainqueur du championnat et son dauphin se qualifient pour la Ligue des champions de la CAF, tandis que le vainqueur de la Taça Angola obtient son billet pour la Coupe de la confédération, tout comme le troisième du classement général.

## Clubs participants
- Primeiro de Agosto
- Académica Petróleo Kwanda Soyo - Promu de Gira Angola
- Inter Luanda
- Petro Atlético Luanda
- Sport Lubango e Benfica - Promu de Gira Angola
- Atlético Sport Aviação
- Sagrada Esperança
- Sport Luanda e Benfica
- Progresso Sambizanga
- Atlético Petróleos do Namibe
- Sporting Cabinda
- EC Primeiro de Maio
- Desportivo Huila
- Onze Bravos do Maqui - Promu de Gira Angola

## Compétition
Le barème de points servant à établir les classements se décompose ainsi :
- Victoire : 3 points
- Match nul : 1 point
- Défaite : 0 point

### Classement
| Rang | Équipe                          | Pts | J  | G  | N  | P  | Bp | Bc | Diff |
| ---- | ------------------------------- | --- | -- | -- | -- | -- | -- | -- | ---- |
| 1    | Primeiro de AgostoC             | 56  | 26 | 16 | 8  | 2  | 34 | 15 | +19  |
| 2    | Petro Atlético Luanda           | 46  | 26 | 12 | 10 | 4  | 32 | 17 | +15  |
| 3    | Inter Luanda                    | 44  | 26 | 12 | 8  | 6  | 36 | 21 | +15  |
| 4    | Sport Lubango e BenficaP        | 39  | 26 | 11 | 6  | 9  | 31 | 28 | +3   |
| 5    | Atlético Sport Aviação          | 36  | 26 | 10 | 6  | 10 | 31 | 26 | +5   |
| 6    | Sagrada EsperançaT              | 36  | 26 | 9  | 9  | 8  | 17 | 16 | +1   |
| 7    | Desportivo Huila                | 36  | 26 | 10 | 6  | 10 | 24 | 24 | 0    |
| 8    | Académica Petróleo Kwanda SoyoP | 32  | 26 | 8  | 8  | 10 | 19 | 27 | -8   |
| 9    | Sport Luanda e Benfica          | 32  | 26 | 10 | 2  | 14 | 23 | 28 | -5   |
| 10   | EC Primeiro de Maio             | 31  | 26 | 7  | 10 | 9  | 22 | 23 | -1   |
| 11   | Atlético Petróleos do Namibe    | 31  | 26 | 6  | 13 | 7  | 22 | 25 | -3   |
| 12   | Onze Bravos do MaquiP           | 30  | 26 | 6  | 12 | 8  | 14 | 21 | -7   |
| 13   | Progresso Sambizanga            | 24  | 26 | 5  | 9  | 12 | 20 | 31 | -11  |
| 14   | Sporting Cabinda                | 16  | 26 | 3  | 7  | 16 | 15 | 38 | -23  |

|  | Qualification pour la Ligue des champions de la CAF 2007                  |
|  | Qualification pour la Coupe de la CAF 2007                                |
|  | Relégation directe en Gira Angola                                         |
|  | T: Tenant du titre C: Vainqueur de la Taça Angola P: Promu de Gira Angola |

## Bilan de la saison
| Championnat d'Angola de football 2006 |                                            |
| Champion                              | Primeiro de Agosto (9e titre)              |
| Coupes et trophées                    |                                            |
| Vainqueur de la Coupe d'Angola 2006   | Primeiro de Agosto                         |
| Qualifications continentales          |                                            |
| Ligue des champions de la CAF 2007    | Primeiro de Agosto                         |
| Ligue des champions de la CAF 2007    | Petro Atlético Luanda                      |
| Coupe de la confédération 2007        | Inter Luanda                               |
| Coupe de la confédération 2007        | Sport Luanda e Benfica (tour préliminaire) |
| Promotions et relégations             |                                            |
| Promus en Girabola                    | Santos Futebol Clube de Angola             |
| Promus en Girabola                    | Petro Atlético Huambo                      |
| Promus en Girabola                    | Inter Clube 4 de Junho do Moxico           |
| Relégués en Gira Angola               | Sporting Cabinda                           |
| Relégués en Gira Angola               | Progresso Sambizanga                       |
| Relégués en Gira Angola               | Onze Bravos do Maqui                       |